# Albatrellus ovinus
Albatrellus ovinus es una especie de hongo de la familia 	Albatrellaceae. Se encuentra en América del Norte occidental y el norte de Europa. Está estrechamente relacionada con A. subrubescens (otro hongo muy común), que es diferenciado microscópicamente por las paredes amiloides de las esporas. La seta es comestible y se vende en los mercados fineses.

## Especies similares
Albatrellus subrubescens es similar en aspecto, pero diferente en coloración. Microscópicamente, las esporas de A. subrubescens son amiloides, mientras que las de A. ovinus no lo son.